# Женская сборная Доминиканской Республики по баскетболу 3×3
Женская сборная Доминиканской Республики по баскетболу 3×3 представляет Доминиканскую Республику на международных соревнованиях по баскетболу 3×3. Управляющим органом является Федерация баскетбола Доминиканской Республики (исп. Federación Dominicana de Baloncesto, FEDOMBAL).
По состоянию на 16 сентября 2024, женская сборная Доминиканской Республики по баскетболу 3×3 занимает 57-е место в мировом рейтинге ФИБА женских сборных по баскетболу 3×3.

## Результаты выступлений
| Турнир                           | Золото | Серебро | Бронза | Всего |
| -------------------------------- | ------ | ------- | ------ | ----- |
| Чемпионат Америки (3×3 AmeriCup) | —      | —       | —      | —     |
| Панамериканские игры             | 0      | 0       | 1      | 1     |
| Итого                            | 0      | 0       | 1      | 1     |

### Чемпионат Америки по баскетболу 3×3 (AmeriCup)
| Год           | Место | Игры | Победы | Поражения | Состав команды                                                                                                 |
| ------------- | ----- | ---- | ------ | --------- | --- |
| Майами 2021   | 6     | 3    | 1      | 2         | Sugeiry Monsac, Yohanna Morton, Giocelis Reynoso, Nelsy Sentil                                                 |
| Майами 2022   | 6     | 3    | 2      | 1         | Cheisy Carolay Hernandez, Yenifer Jiménez, Sugeiry Monsac, Thais Rojas                                         |
| Сан-Хуан 2023 | 7     | 3    | 1      | 2         | Elemy Caridad Colomé Rodriguez, Maria de Fátima Marte De La Rosa, Nayely Morillo, Yuleska Paola Ramirez Tejeda |

### Панамериканские игры
| Год           | Место | Игры | Победы | Поражения | Состав команды                                                    |
| ------------- | ----- | ---- | ------ | --------- | ----------------------------------------------------------------- |
| Лима 2019     | 3     | 7    | 4      | 3         | Carolay Hernández, Sugeiry Monsac, Giocelis Reynoso, Nelsy Sentil |
| Сантьяго 2023 | 9     | 2    | 0      | 2         | Yenifer Jimenez, Maria Marte, Nayely Morillo, Yadira Polanco      |